# Yarrowia
Yarrowia Van der Walt & Arx – rodzaj grzybów należący do rodziny Dipodascaceae. Zaliczane są do drożdży.

## Systematyka
Pozycja w klasyfikacji według Index Fungorum: Dipodascaceae, Saccharomycetales, Saccharomycetidae, Saccharomycetes, Saccharomycotina, Ascomycota, Fungi.
Gatunki:
- Yarrowia alimentaria (Knutsen, V. Robert & M.T. Sm.) Gouliam., R.A. Dimitrov, M.T. Sm. & M. Groenew. 2017
- Yarrowia bubula Ed. Nagy, Dlauchy & G. Péter 2014
- Yarrowia deformans (Zach) M. Groenew., T.A. Cout. & M.T. Sm. 2013
- Yarrowia galli (G. Péter, Dlauchy, Vasdinyei, Tornai-Leh. & T. Deák) Gouliam., R.A. Dimitrov, M.T. Sm. & M. Groenew. 2017
- Yarrowia lipolytica (Wick., Kurtzman & Herman) Van der Walt & Arx 1981
- Yarrowia osloensis (Knutsen, V. Robert & M.T. Sm.) Gouliam., R.A. Dimitrov, M.T. Sm. & M. Groenew. 2017
- Yarrowia parophoni Gouliam., R.A. Dimitrov, Guéorg., M.T. Sm. & M. Groenew. 2017
- Yarrowia porcina Ed. Nagy, Dlauchy, A.O. Medeiros, G. Péter & C.A. Rosa 2014
- Yarrowia yakushimensis M. Suzuki, Ohkuma, G. Péter, Dlauchy, Tornai-Leh., Deak, Usami & Tut. Kudo ex M. Groenew. & M.T. Sm. 2013

Wykaz gatunków i nazwy naukowe według Index Fungorum. Pominięto taksony wątpliwe